# Politika (novine)
Politika (srpska ćirilica: Политика), srbijanske su novine čije je prvo izdanje izašlo 25. siječnja 1904. godine. Prvi vlasnik i urednik bio je Vladislav Ribnikar. Trenutačno vlasništvo je podijeljeno u jednakom omjeru između privatne tvrtke Politika A. D. i njemačke grupe WAZ (Westdeutsche Allgemeine Zeitung). Politika se danas može nabaviti i u Hrvatskoj, najčešće s jednim danom zakašnjenja, po cijeni od 8 kuna.

## Vanjske poveznice
- Službene stranice Politike (srp.)
- Digitalna arhiva izdanja 1904-1941.  Arhivirana inačica izvorne stranice od 1. ožujka 2012. (Wayback Machine) (srp.)
- Politika Ekspres  Arhivirana inačica izvorne stranice od 3. veljače 2017. (Wayback Machine) (srp.)